# 幕張ロマンスポルノ'11 〜DAYS OF WONDER〜
『幕張ロマンスポルノ'11 〜DAYS OF WONDER〜』（まくはりロマンスポルノ 11 デイズ オブ ワンダー）は、ポルノグラフィティのライブビデオ。2012年7月4日にDVD、Blu-ray Discで同時リリース。

## 概要
- 2011年12月24日・25日・31日に千葉県・幕張メッセ国際展示場9-11ホールで開催され、計6万人を動員したライブ『幕張ロマンスポルノ'11 〜DAYS OF WONDER〜』から、2007年以来4年ぶりとなる12月25日（クリスマス）公演[1]の模様を収録。
- 初めてDVDとBlu-rayが同時リリースとなった前作ではDVD版のみ初回仕様があったが、本作はDVD、Blu-rayともに初回仕様として、LIVE写真満載の「スペシャルLIVEフォトブック」（全52ページ）が付属する[2]。
- ライブのサブタイトル「〜DAYS OF WONDER〜」は昭仁が考案したもので、コンセプトは「年末のイベントごとと重なっている3日間なので、みんなの心はすでに過敏になってるはずだから、そこに輪をかけてワンダーを放り込んでやろうって感じ」と語っている[3]。
- ポルノグラフィティとして幕張メッセでワンマンライブを開催したのはこのライブが初となる。

## 収録内容
全24曲。Blu-ray版はDiscが1枚になっている。

### DISC-1
1. Search the best way
2004年のファンクラブイベント『FANCLUB UNDERWORLD2』以来7年ぶりの演奏で初の映像化となった。[4]。
オープニング映像の終盤で新藤のみが登場しギターフレーズを繰り返す。その後、岡野が登場し「ワンツースリーフォー」の掛け声で演奏が始まる。
2. 見えない世界
新藤と岡野によるイントロのギターフレーズの掛け合いが始まると歓声が上がる。
3. ギフト
25thシングル。
4. ジョバイロ
19thシングル。
5. サボテン
5thシングル。
演奏終了後、定番MCの「わしらがポルノグラフィティじゃ」が入る。
6. ワールド☆サタデーグラフティ
2003年のライブツアー『6th LIVE CIRCUIT "74ers"』以来8年ぶりの演奏[4]。
歌詞の一部が幕張日曜日版に変更されている。
7. ベアーズ
「ワールド☆サタデーグラフティ」から繋がる形での演奏。
8. ミュージック・アワー
3rdシングル。『5th LIVE CIRCUIT "BITTER SWEET MUSIC BIZ"』で演奏されたブラスサウンドがフィーチャーされたアレンジとなっている。
演奏終了後、MC。
9. ハネウマライダー 〜幕張Ver.〜[5]
ライブ定番曲である20thシングル「ハネウマライダー」のボサノヴァ風のアコースティックアレンジ[6][7]。原曲のイメージを変えることをアイディアの中心に据えたアレンジとなっている[7]。
原曲にはタオル回しがあるが、新藤のオーダーは「原曲を気にせずめちゃめちゃに変えてほしい」というものであった[6]。
後日、レコーディングスタジオで演奏されたバージョンが35thシングル「2012Spark」に「ハネウマライダー 〜幕張Ver.〜 Studio Session」として収録されている[8]。編曲者の馬場が家で創ったデモではスティール弦のアコースティックギターが使用されており[7]、新藤はライブにおいてスティール弦ギターを使用しているが、レコーディングでは新藤の提案でガッド・ギターが用いられた[9][7]。
10. パレット
アコースティックアレンジ。サビでは新藤がコーラスを担当する。
11. Aokage
2002年のライブツアー『5th LIVE CIRCUIT "BITTER SWEET MUSIC BIZ"』以来9年ぶりの披露[4]。メンバーの故郷である因島を舞台にした曲であるため、スクリーンには因島の風景が流れる。
12. 生まれた街
ライブ当時最新の34thシングルのカップリング曲。
13. 蝙蝠
スクリーンには一匹の蝙蝠のアニメーションが流れる。
14. 2012Spark
本ライブが初披露の新曲[10]。印象付けのためイントロで「BRANDNEW SONG OF WONDER」「2012Spark」という文字が流れる。
ライブ当時、テレビ番組の芸能コーナー[11]でのみ一部が流されていた。全公演終了後、2012年1月2日にフル音源が解禁され、2月8日に35thシングルとしてリリースされた。
15. 鉄槌
不穏なSEがしばらく続いた後、突然会場脇のサブステージにメンバーが現れ演奏が始まる。ギターソロが長くなっている。
16. 渦
10thシングル。サポートメンバーによるインタールード中にメンバーがメインステージに戻り、新藤のシンセギターの音を皮切りに演奏開始。
終了後、MC。
17. ネガポジ
コール&レスポンスがある。岡野が2011年3度目[12]となるクレーンに搭乗。
18. オレ、天使
19. Hard Days, Holy Night
クリスマスの定番曲。サイドステージにはサンタが登場する。
20. 幸せについて本気出して考えてみた
8thシングル。
21. ワンモアタイム
33rdシングル。
22. 今宵、月が見えずとも
27thシングル。「ワンモアタイム」からインタールードで繋がる。
23. ゆきのいろ
ライブ当時最新の34thシングル。本編最終曲。ステージ上には淡雪が、会場にはロゴ入りのウイングハートが舞う。

### DISC-2
ENCORE
1. ジレンマ
アンコールの締めとしての定番曲。
実際のライブでは、曲中にステージ上のメンバー達による寸劇が挟まれていたが、本作品には収録されなかった。

## サポートメンバー
- 野崎真助（ドラムス）
- 野崎森男（ベース）
- 宗本康兵（キーボード）
- NAOTO（ヴァイオリン）
- nang-chang（マニピュレート/Other Instruments）
- G-Rockets（アクロバットダンス）

キャラクター
- ミス・ムーンライト（ムライ）（ライヴ・ナビゲーター）